# Les Podcats
 (novembre 2021).
Les Podcats est une série télévisée d'animation en trois dimensions française, produite par le studio Okidoki en collaboration Docks Dog et la chaîne télévisuelle France 3. Composée de 78 épisodes de sept minutes, sa diffusion débute le 7 février 2009 sur France 3 dans l'émission Ludo.
Chaque épisode comprend deux sketchs traitant d'un même sujet, ainsi qu'un troisième intitulé Profcats expliquant le thème de l'émission du jour, tel que : le boss, le GPS, le buzz, le ping, etc. L'épisode se conclut généralement par une prestation musicale des Podcats.
Animation hyperactive, visages mangas, environnements colorés et les multiples personnages provenant de différents univers de jeux vidéo sont caractéristiques de la série et lui donnent un style tout particulier.
C'est à Mokko Studio, un studio montréalais, qu'ont été confiées les tâches d'animation, éclairage et de compositing.

## Synopsis
Quatre personnages de jeux vidéo ont décidé de créer un groupe de musique après en avoir eu marre de toujours demeurer dans leurs jeux respectifs, cela ne les empêche cependant pas d'y retourner afin d'y vivre de multiples aventures.

## Les Podcats

### Senzo
Il est à la fois le leader chanteur du groupe et le guitariste. Il est issu d'un "Guitar Hero", c'est sans doute son attitude super cool qui attire tant Bella (Senzo l'ignore) . Il aime lui-même beaucoup Bella, mais n'ose pas lui dire de peur qu'elle se moque de lui.
- Son style : Manga pop anglais, un truc "rockmantique" qui fait craquer les filles
- Son malus : Moins héroïque dans les parties de jeux que derrière une guitare
- Son bonus : un mélange de charme nonchalant et d'enthousiasme communicatif
- Ses items : "Redfire" bien sûr, sa guitare "cybervintage" aux cordes tendues d'énergie pure
- Voix française: Alexis Tomassian

### Bella
Elle est la claviériste de la bande, est une Sims qui a quelques difficultés à contrôler ses émotions qui déclenchent immanquablement une avalanche d'émoticones. C'est pour le leader du groupe, Senzo, qu'elle a secrètement le béguin.
- Son style : Avoir du style
- Ses passions : Le rock et les soldes
- Son malus : Ses émoticônes trahissent toutes les émotions qu'elle a du mal à contrôler
- Son bonus : C'est une rebelle dans la peau d'une " girly " branchée
- Ses items : Un livre de psychologie et un miroir interactif
- Voix française: Diane Dassigny

### Gala
Elle est la bassiste, elle vient d'un jeu multijoueur online, c'est une elfe magicienne qui ne se sépare jamais de son grimoire. Malheureusement pour les gens autour d'elle, ces sorts ont rarement l'effet escompté et provoquent bien des malheurs qui déclenche bien des péripéties.
- Son style : Elfique
- Ses passions : Le Rock et la magie
- Son bonus : Son obstination. Toujours prête à l'aventure, elle n'a peur de rien
- Son malus : Ses colères sont bruyantes
- Son item : Un grimoire
- Voix française : Jessica Barrier

### Mimo
Il est le batteur, il sort tout droit d'un jeu de surf, snowboard, skateboard. Il a l'attitude californienne relaxe typique de ceux qui ne pensent qu'à trouver leurs vagues. C'est également un de ces fanatiques de jeux vidéo qui ne pensent qu'à battre leurs records.
- Son style : Californien trop cool
- Ses passions : Le rock et le bricolage technologique
- Son bonus : Mettre ses trouvailles technologiques aux services du groupe
- Son malus : Idem
- Ses items : Le prolongement de ses pieds, un skateboard
- Voix française : Carole Baillien

## Autres voix
Pierre Hatet, Arnaud Maillard, Emeric Montagnese et Gilles Blumenfeld.

## Fiche technique
- Création : Nathalie Blanchard, Éric Chevalier et Ian Parovel
- Directeur de fabrication : Philippe Lalouette
- Réalisation : Guillaume Rio, Antoine Colomb et Éric Chevalier
  - Assistants réalisateur : Marianne Langlois et Emmanuel Poulain-Arnaud
- Direction d'écriture : Nathalie Blanchard et Éric Chevalier
  - Coordinateur à l'écriture : Emmanuel Poulain-Arnaud
- Musique : Gustave Rudman, Adrien Durand et Roddy Julienne
- Direction artistique : Philippe Lalouette
- Graphismes : Charles Lefebvre, Ian Parovel et Éric Chevalier
- Animation 3D et effets visuels : Mokko Studio : Danny Bergeron, Marc Antoine Rousseau et Manon Barriault
- Modélisation et texture : Yanik Buttner, OL Dannhauer, Caroline Germain, Pascale St-Pierre, Guillaume Lochon et Thomas Meseguer
- Animation : Jean-Renaud Gauthier et Saïd Ben Sliman
- Animation des "Prof'Cats" : David Cosset
- Technique : Sébastien Nadeau
- Trucages : Antoine Khouri, Zotto, Olivier Parent
- Montage et animatics : Émeric Montagnese et Romain Faucher
- Post-production : Antoine Khouri, Zotto, Olivier Parent
- Production : Éric Chevalier et Frédéric de Foucaud
- Sociétés de production : Okidoki, Docksdog, Expand drama et France Télévisions, avec la participation du Centre national de la cinématographie
- Ingénieurs du son : Renaud Denis, Christophe Henrotte, Simon Venisse et Éric Munch
- Son : Digital Post Production : Thierry Seux, Studio MAIA

## Épisodes

### Première saison (2009)
1. Buzz
2. Émoticône
3. Manga
4. Sauvegarde
5. Bluetooth
6. Nac
7. Pare feu
8. Bug
9. GPS
10. Bonus
11. Troll
12. Ping et lag
13. Boss
14. Overclocking
15. Sabre laser
16. Playback
17. Hub
18. Guitare héros
19. Voix off
20. Sound effects
21. Tricks
22. Tank
23. Campeur
24. Moteur de recherche
25. MP3
26. Super pouvoir
27. Combo
28. Dragon
29. L'Élu
30. Cheat code
31. Grimoire
32. Vieux sage
33. Paladin
34. Drop
35. Demo
36. Niveaux
37. Timer
38. Warpzone
39. Pilote
40. Mod

### Deuxième et troisième saison (2011)
Les saisons 2 et 3, coproduites avec Morgane Production, ont été diffusées sur France 3 à partir de 2011.

### Deuxième Saison
1 . Il était plein de fois
2 . Le maître du temps
3 . Elfitude
4 . Rock around the vampire 1
5 . Rock around the vampire 2
6 . Les kings du ring
7 . Bande de noobs
8 . Robin des items
9 . Trollanta
10 . Dragonnapping
11 . Fort trouillard
12 . La conquête des trolls
13 . Terrificator
14 . King KLong
15 . Rock n'scroll
16 . La course aux trophées
17 . Les apprentis
18 . Starshooter
19 . Le traquenard
20 . Le mana vert

### Vidéoclips
1. Bande de trolls
2. Intergalactique
3. Trop connecté
4. Cache-cache
5. Haute tension
6. Pas sage (avec Bella au chant)
7. Imachination

## Audiences
Les cotes d'écoute ont franchi le cap des 1,2 million de spectateurs dès le premier épisode, avec 31.8 % des 4/10 ans et 30.6 % des 11/14 ans.

## Sortie DVD
Le premier DVD est sorti le 22 avril 2009, et comprend les 20 premiers épisodes de la première saison.
Le deuxième DVD est sorti le 1er juin 2011.